# Individualiseret film
 Der er for få eller ingen kildehenvisninger i denne artikel, hvilket er et problem. Du kan hjælpe ved at angive troværdige kilder til de påstande, som fremføres i artiklen.

Individualiseret film er en underholdnings- og marketingdisciplin, hvor brugeren selv vælger filmens klip løbende eller selv kan sammensætte filmen, baseret på ønsker eller valg. Fænomenet blev første gang introduceret for alvor med Samsungs [http://"Follow%20your%20Instincts"-film https://www.youtube.com/watch?v=HoOCiaxIZF4] på Youtube. Få danske virksomheder har lanceret individualiserede film. Først var Falck, men siden er TDC fulgt med.
| Film | Spire Denne filmartikel er en spire som bør udbygges. Du er velkommen til at hjælpe Wikipedia ved at udvide den. |